# Cherokee Village
Cherokee Village és una població dels Estats Units a l'estat d'Arkansas. Segons el cens del 2000 tenia 4.648 habitants.

## Demografia
Segons el cens del 2000, Cherokee Village tenia 4.648 habitants, 2.182 habitatges, i 1.577 famílies. La densitat de població era de 90,2 habitants/km².
Dels 2.182 habitatges en un 16,3% hi vivien nens de menys de 18 anys, en un 63,3% hi vivien parelles casades, en un 6,7% dones solteres, i en un 27,7% no eren unitats familiars. En el 24,8% dels habitatges hi vivien persones soles el 16% de les quals corresponia a persones de 65 anys o més que vivien soles. El nombre mitjà de persones vivint en cada habitatge era de 2,13 i el nombre mitjà de persones que vivien en cada família era de 2,5.
Per edats la població es repartia de la següent manera: un 15,6% tenia menys de 18 anys, un 4,1% entre 18 i 24, un 15,9% entre 25 i 44, un 26,2% de 45 a 60 i un 38,1% 65 anys o més.
L'edat mediana era de 58 anys. Per cada 100 dones de 18 o més anys hi havia 88,7 homes.
La renda mediana per habitatge era de 27.997 $ i la renda mediana per família de 29.636 $. Els homes tenien una renda mediana de 22.639 $ mentre que les dones 18.571 $. La renda per capita de la població era de 17.105 $. Entorn del 9,9% de les famílies i el 13,4% de la població estaven per davall del llindar de pobresa.

## Poblacions més properes
El següent diagrama mostra les poblacions més properes.